# 三浦哲郎 (サッカー指導者)
三浦 哲郎（みうら てつろう、1956年4月12日 - 2018年4月28日）は、日本のサッカー指導者。静岡県出身。

## 来歴
Jリーグの名古屋グランパスエイトで、1992年にサテライトコーチに就任。1994年11月、ゴードン・ミルン監督の後にヘッドコーチの三浦が2試合の監督代行を務めた。翌年はスカウト担当として強化部に転属。1997年に川崎フロンターレのコーチ、1998年にヴィッセル神戸のスカウトおよびコーチ を経て、1999年にスカウトとして名古屋に復帰した。2001年7月、ジョアン・カルロス監督の1stステージ終了後の解任を受けて名古屋の監督に就任、シーズン終了まで指揮を執った。2ndステージの成績は16チーム中6位だった。
2013年は、グランパスのテクニカルスタッフを務めた。
2018年4月28日、がんのため、愛知県豊田市の病院で死去。62歳没。

## 家族
三浦の娘は、聖カピタニオ女子高等学校でサッカー部キャプテンを務めた後、少女サッカーの指導をしている。

## 指導者成績
| 年度   | 所属   | クラブ | リーグ戦 | リーグ戦 | リーグ戦 | リーグ戦 | リーグ戦 | リーグ戦 | カップ戦   | カップ戦  |
| 年度   | 所属   | クラブ | 順位     | 試合     | 勝点     | 勝利     | 引分     | 敗戦     | ナビスコ杯 | 天皇杯    |
| ------ | ------ | ------ | -------- | -------- | -------- | -------- | -------- | -------- | ---------- | --------- |
| 1994   | J      | 名古屋 | N 12位   | 2        | -        | 1        | -        | 1        |            |           |
| 2001   | J1     | 名古屋 | 2nd 6位  | 15       | 22       | 7        | 1        | 7        | ベスト4    | 3回戦敗退 |
| J1通算 | J1通算 | J1通算 | -        | 17       |          | 8        | 1        | 8        | -          | -         |

出典：